# Leaellynasaura
Лієлліназавр (Leaellynasaura) — рід динозаврів ранньої крейди (118—110 млн років тому). Описаний у 1989 році Томом Річем і Патріцією Вікерс-Рич зі штату Вікторія в Австралії. Названий ними на честь їхньої дочки Лієллін.

## Опис
Лієлліназаври відомі за декількома зразками. Завдовжки досягали 2 м. Живилися вони рослинністю.
Хвіст утричі перевершував довжину решти тіла. Хвостових хребців було більше, ніж в інших орнітихій, за винятком деяких гадрозаврів. Досить великі очі та оптичні частки мозку дозволяють припускати, що ці динозаври були здатні бачити в темряві.

## Систематика
Лієлліназавр є орнітіхією. У різних описах вона належить до гіпсилофодонтидів, ігуанодонтидів і просто до примітивних птахотазових динозаврів.

## Палеогеографія
За часів лієлліназаврів штат Вікторія знаходився за полярним кругом. Тоді там панував теплий клімат, проте через нахил осі обертання Землі був тривалим нічний і денний час.

## У популярній культурі
Лієлліназавра показано в п'ятому епізоді науково-популярного серіалу «Прогулянки з динозаврами».